# Пяткина, Любовь Матвеевна
Любовь Матвеевна Пяткина (азерб. Lyubov Matveyevna Pyatkina; 20 апреля 1907, Пришиб, Ленкоранский уезд — ?) — советский азербайджанский табаковод, Герой Социалистического Труда (1950).

## Биография
Родилась 20 апреля 1907 года в селе Пришиб Ленкоранского уезда Бакинской губернии (ныне город Гёйтепе Джалилабадского района Азербайджана).
С 1930 года — колхозница, звеньевая колхоза «Бакинский рабочий» Астрахан-Базарского района. В 1949 году получила урожай табака сорта «Трапезонд» 25 центнеров с гектара на площади 3 гектара.
Указом Президиума Верховного Совета СССР от 17 августа 1950 года за получение высоких урожаев табака в 1949 году Пяткиной Любовь Матвеевне присвоено звание Героя Социалистического Труда с вручением ордена Ленина и золотой медали «Серп и Молот».
С 1967 года — пенсионер союзного значения.